# Diaphus trachops
Diaphus trachops är en fiskart som beskrevs av Wisner, 1974. Diaphus trachops ingår i släktet Diaphus och familjen prickfiskar. Inga underarter finns listade i Catalogue of Life.